# Liste der Kulturgüter in Givisiez
Die Liste der Kulturgüter in Givisiez enthält alle Objekte in der Gemeinde Givisiez im Kanton Freiburg, die gemäss der Haager Konvention zum Schutz von Kulturgut bei bewaffneten Konflikten, dem Bundesgesetz vom 20. Juni 2014 über den Schutz der Kulturgüter bei bewaffneten Konflikten sowie der Verordnung vom 29. Oktober 2014 über den Schutz der Kulturgüter bei bewaffneten Konflikten unter Schutz stehen.
Objekte der Kategorien A und B sind vollständig in der Liste enthalten, Objekte der Kategorie C fehlen zurzeit (Stand: 1. Januar 2023).

## Kulturgüter
| Foto | | Objekt | Kat. | Typ | Standort                               | Beschreibung |
| ---- | --- | --- | ---- | --- | -------------------------------------- | ------------ |
| ja   | Datei hochladen · Wikidata zu Herrenhaus d'Affry et atelier de la sculptrice Marcello (Q29479155)        | Herrenhaus d’Affry und Atelier der Bildhauerin Marcello / Manoir d’Affry et atelier de la sculptrice Marcello KGS-Nr.: 02179             | A    | G   | Place d’Affry 7 576221 / 184590        |              |
| BW   | Datei hochladen · Wikidata zu Château de Givisiez (Q29694715)                                            | Château de Givisiez, früher Château d’Affry KGS-Nr.: 02178                                                                               | B    | G   | Place d’Affry 2 576300 / 184680        |              |
| BW   | Datei hochladen · Wikidata zu Pfarrkirche Saint-Laurent (Q29694733)                                      | Pfarrkirche Saint-Laurent / Église paroissiale Saint-Laurent KGS-Nr.: 13185                                                              | B    | G   | Route de l’Église 1 576180 / 184612    |              |
| ja   | Datei hochladen · Wikidata zu Château de Boccard (Q29694748)                                             | Château de Boccard, früher Manoir de Praroman KGS-Nr.: 13186                                                                             | B    | G   | Place de-Boccard 10 576106 / 184609    |              |
| BW   | Datei hochladen · Wikidata zu Internationale Internatsschule der Demoiselles de la Chassotte (Q29694764) | Internationale Internatsschule der Demoiselles de la Chassotte / Pensionnat international des Demoiselles de la Chassotte KGS-Nr.: 13187 | B    | G   | Route de la Chassote 1 577036 / 184498 |              |